# Luz Rosaura Rosales Ramos
Luz Rosaura Rosales Ramos es una política peruana. Actualmente es Consejera regional de Huánuco y fue alcaldesa del distrito de Monzón entre 1999 y 2002.
Nació en Monzón, Perú el 7 de febrero de 1958, hija de Teófilo Rosales Alvarado y Abigayda Ramos Zelaya. Cursó sus estudios primarios y secundarios en su localidad natal.
Su primera participación política fue en las elecciones municipales parciales de 1996 cuando fue elegida regidora del distrito de Monzón por la Lista Independiente N° 5 Juntos por Monzón. Fue elegida alcaldesa de ese distrito en las elecciones municipales de 1998 por el entonces aún Movimiento Independiente Somos Perú. Tentó su reelección a ese cargo en las elecciones municipales del 2002 y del 2006 sin éxito. Asimismo, tentó su elección como Consejera regional de Huánuco por la provincia de Huamalíes en las elecciones regionales del 2010, del 2014 y del 2018 resultando elegida sólo en este último.